# União dos Escritores Angolanos
A União dos Escritores Angolanos (UEA) é uma associação, com personalidade jurídica, constituída por escritores angolanos.

## Impacto cultural em Angola
Devido à existência de um partido único em Angola, o espaço literário angolano era muito limitado para quem vivia no meio de guerras internas dentro do partido e da necessidade da reestruturação da literatura em Angola. Foi neste contexto que surgiu a UEA, criando um ambiente onde existia uma relativa autonomia em relação ao controle pela parte do estado, constituindo-se como uma associação realmente independente de produção e publicação literária.
Devido a este estatuto independente, a UEA foi fundamental no desenvolvimento cultural em Angola, tendo liderado o esforço de reestruturação do campo literário, tornando-se numa organização dirigida por intelectuais que representava legitimamente a grande maioria dos escritores angolanos, ao mesmo tempo que defendia os interesses da revolução. Era por isso, uma contradição onde coexistiam o controle político e a autonomia literária, impedindo de certa forma, a instrumentalização política dos escritores e da literatura em Angola.

## Proclamação
A UEA foi proclamada em 10 de dezembro de 1975, em sessão que contou com a presença do Presidente Agostinho Neto, que proferiu um discurso programático onde refletiu sobre a dimensão cultural de Angola.
Entre os presentes estiveram escritores como Luandino Vieira, Arnaldo Santos, António Jacinto, António Cardoso, Jofre Rocha, Fernando Costa Andrade (Ndunduma wé Lépi), Aires de Almeida Santos, Uanhenga Xitu, Adriano Botelho de Vasconcelos, João Garcia Bires, João Melo, Maria Eugénia Neto e Octaviano Correia.
O seu primeiro presidente da assembleia geral foi Agostinho Neto. O seu primeiro secretário-geral foi Luandino Vieira.

## Objetivo da UEA
Entre os objetivos da UEA destacam-se :
- Promover a defesa da cultura angolana como património da Nação;
- Estimular os trabalhos tendentes a aprofundar o estudo das tradições culturais do povo angolano;
- Incentivar a criação literária dos seus membros, nomeadamente proporcionar-lhes condições favoráveis ao seu trabalho intelectual e à difusão das suas obras;
- Propiciar a revelação de novos escritores, orientando os seus esforços e dando-lhes o necessário apoio;
- Fortalecer os laços com a literatura e as artes dos outros Povos Africanos.